# Serge Nyuiadzi
Serge Komla Nyuiadzi (Agou, 17 settembre 1991) è un calciatore togolese, attaccante svincolato.

## Carriera

### Club
Nella stagione 2012-2013 ha realizzato una rete in 8 presenze nella prima divisione bulgara con il CSKA Sofia. In seguito ha a più riprese giocato nella prima divisione lituana con lo Žalgiris, con cui oltre a vincere vari campionati e coppe nazionali ha anche totalizzato complessivamente 14 presenze e 2 reti nei turni preliminari delle competizioni confederali UEFA. Nella stagione 2017-2018 ha inoltre giocato anche nella prima divisione rumena (7 presenze ed una rete con la maglia dell'Astra Giurgiu), per poi giocare anche nella prima divisione kazaka e poi nuovamente in quella lituana, al Sūduva, con cui ha disputato anche 4 partite nei turni preliminari della UEFA Europa Conference League 2021-2022.

### Nazionale
Tra il 2021 ed il 2022 ha giocato 6 partite con la nazionale togolese.

## Statistiche

### Cronologia presenze e reti in nazionale
| Cronologia completa delle presenze e delle reti in nazionale ― Togo | Cronologia completa delle presenze e delle reti in nazionale ― Togo | Cronologia completa delle presenze e delle reti in nazionale ― Togo | Cronologia completa delle presenze e delle reti in nazionale ― Togo | Cronologia completa delle presenze e delle reti in nazionale ― Togo | Cronologia completa delle presenze e delle reti in nazionale ― Togo | Cronologia completa delle presenze e delle reti in nazionale ― Togo | Cronologia completa delle presenze e delle reti in nazionale ― Togo |
| Data                                                                | Città                                                               | In casa                                                             | Risultato                                                           | Ospiti                                                              | Competizione                                                        | Reti                                                                | Note                                                                |
| ------------------------------------------------------------------- | ------------------------------------------------------------------- | ------------------------------------------------------------------- | ------------------------------------------------------------------- | ------------------------------------------------------------------- | ------------------------------------------------------------------- | ------------------------------------------------------------------- | ------------------------------------------------------------------- |
| 5-9-2021                                                            | Lomé                                                                | Togo                                                                | 0 – 1                                                               | Namibia                                                             | Qual. Mondiali 2022                                                 | -                                                                   | 71’                                                                 |
| Totale                                                              |                                                                     | Presenze                                                            | 1                                                                   |                                                                     | Reti                                                                | 0                                                                   |                                                                     |

## Palmarès

### Club

#### Competizioni nazionali
- Campionato lituano: 3

Žalgiris: 2013, 2014, 2015
- Coppa di Lituania: 3

Žalgiris: 2013-2014, 2014-2015, 2018
- Coppa del Kazakistan: 1

Ordabasy: 2022